# Felicia Truedsson
Felicia Inez Maxime Truedsson, även känd som Felicia Maxime, född 5 april 2000 i Norrsunda församling i Stockholms län, är en svensk skådespelare.
Truedsson är uppvuxen i Stockholm och London. Hon debuterade elva år gammal i rollen som Anna-Sophia Wahlstedt i kostymdramat Anno 1790. Som tonåring producerade och regisserade hon bland annat musikvideos tillsammans med vännen Nowell Emanuel Englund. Tillsammans har duon arbetat med artister som bland andra Estraden, Jireel, Oscar Zia, Clara Mae och Ana Diaz. Hon har uppmärksammats för sin roll som Stephanie i Lyckoviken (2020–2022) och Stella i Netflixserien Young Royals (2021–2024).
Hon har skrivit film- och seriemanus, bland annat en kortfilm, som var ett av bidragen till Göteborg Film Festival 2022.

## Filmografi
- 2011 – Welcome to Caligula (kortfilm)
- 2011 – Anno 1790 (TV-serie)
- 2012 – Orangeriet (kortfilm)
- 2016 – Syrror (kortfilm)
- 2017 – Exotisk (kortfilm)
- 2017 – Sommaren med släkten (TV-serie)
- 2017 – Kommissarien och havet (TV-serie)
- 2020–2022 – Lyckoviken (TV-serie)
- 2021–2022 – Young Royals (TV-serie)
- 2021 – Solsidan (TV-serie)
- 2022 – Heartbeats (TV-serie)
- 2022 – Harmonica (TV-serie)
- 2022 – In Every Room So Hushed (kortfilm)
- 2022 – Heartbeats (TV-serie)
- 2023 – Avgrunden
- 2024 – En del av dig